# Mário Ypiranga Monteiro
Mário Ypiranga Monteiro (Manaus, 23 de janeiro de 1909 — Manaus, 9 de julho de 2004) foi um advogado, escritor, historiador e professor brasileiro. É reconhecido nacional e internacionalmente como um dos historiadores que mais contribuiu para a divulgação da História do Amazonas.
Foi professor titular de Geografia Geral no Gymnásio Amazonense, escola em que concluiu seu curso em 1930, e professor de Literatura Amazonense na Universidade do Amazonas. Em 1955 se torna pesquisador do Instituto Nacional de Pesquisas da Amazônia - INPA, fazendo pesquisas históricas em Portugal. Foi membro de inúmeras entidades, dentre as quais o IGHA (Instituto Geográfico e Histórico do Amazonas), a Ordem dos Advogados do Brasil, a Academia Amazonense de Letras e da National Geographic.
É o autor que mais escreveu livros sobre História do Amazonas, com quase 50 títulos publicados. Os que mais se destacam tanto pela qualidade quanto pela raridade são: O Aguadeiro, 1947; Fundação de Manaus, 1948; O Espião do Rei, 1950; A Capitania de São José do Rio Negro, 1955; O Regatão, 1957; e Roteiro Histórico de Manaus, 1969.

## Biografia
Mário Ypiranga Monteiro nasceu em Manaus no dia 23 de janeiro de 1909, filho de Francisco Monteiro e dona Maria de Souza Monteiro. Atuou em vários segmentos da literatura, folclorista de reconhecimento nacional, historiador, geógrafo, etnólogo, advogado, professor e jornalista. Estudou nos grupos escolares Cônego Azevedo e Saldanha Marinho, mais tarde Colégio Dom Bosco e Ginásio Amazonense Pedro II, neste ginásio teve importante participação como líder da Revolução Ginasiana de 12 de agosto de 1930. Bacharelou-se em Direito pela Faculdade de Direito do Amazonas. Ainda muito jovem passou a escrever, tendo produzido aproximadamente 150 obras, cujas obras foram traduzidas para o italiano, espanhol, alemão e francês. Foi eleito para Academia Amazonense de Letras no dia 20 de dezembro de 1947, para a cadeira número 10, cujo patrono é Barão do Rio Branco. Foi recepcionado pelo acadêmico Huascar de Figueiredo, tendo tomado posse no dia 14 de fevereiro de 1948. Foi três vezes presidente da Academia, nos mandatos 1974-1976, 1977-1980 e 1987-1990.
Em 1924 ingressou pela segunda vez no Ginásio Amazonense Pedro Segundo (a primeira vez foi em 1922 como aluno ouvinte), concluindo o curso em 1930. Foi no Ginásio que sua vocação para as letras despertou, ao redigir dois jornais manuscritos e datilografados (os quais se encontram no Instituto Geográfico e Histórico do Amazonas) e ali fundou com outros colegas o grêmio estudantil Pedro Segundo, que editava o jornal O Estudante. Já nos dois últimos anos do Ginásio começou a colaborar em revistas forâneas, do tipo Fon-Fon, O Malho, onde publicou contos regionais ilustrados.
Ao deixar o ginásio foi percorrer os rios Negro e Branco, durante dois anos, e mais tarde seria nomeado professor primário do Grupo Escolar Monsenhor Coutinho, de Borba. Regressando a Manaus trabalhou nos jornais Correio de Manaus, Voz do Operário (ambos fechados pela polícia), Doze de Agosto e a revista Vitória Régia, de sociedade com seu colega Francisco Benfica. Foi revisor e redator dos jornais A Nação, Jornal do Comércio, O Jornal, A Luta Social e Diário Oficial. Deixou este para ingressar como professor titular da cadeira de Geografia Geral, no Colégio Estadual, no qual se aposentou em 1964.
Em 1955, sendo instalado o Instituto Nacional de Pesquisas da Amazônia - INPA, foi convidado pelo então diretor Olímpio da Fonseca, para preencher o quadro de pesquisadores de campo. Recebeu uma bolsa de estudos para pesquisas históricas em Portugal, principalmente no Instituto Histórico Ultramarino. O material pesquisado foi trazido em forma de microfilmes e entregue ao Instituto. Ainda como membro do INPA, na gestão de Djalma Batista, publicou as seguintes pesquisas de campo: Antropogeografia do Guaraná, O Sacado, Morfologia dinâmica fluvial e Folclore da Maconha.
Em concurso de títulos para a Faculdade de Filosofia, Ciências Sociais e Letras da Universidade do Amazonas, ganhou a cadeira de Literatura Amazonense, da qual se aposentou alguns anos depois. Dono de uma vasta obra, a maioria localizada na imprensa diária, alguns chegam a dizer que Mário possuía mais de duzentas obras, sendo 16 ainda inéditas.
Participou de muitas entidades como a Ordem dos Advogados do Brasil, Academia Amazonense de Letras, Instituto Geográfico e Histórico do Amazonas e a National Geographic. Seu trabalho de  pesquisas Alimentos Preparados à Base de Mandioca foi premiado pelo Instituto Brasileiro de Folclore e recebeu prêmios pelos livros Roteiro do Folclore Amazônico e Teatro Amazonas também. Foi casado por 66 anos com Ana dos Anjos, com quem teve quatro filhos.

## Morte
Mário Ypiranga Monteiro morreu na cidade de Manaus em 9 de julho de 2004. O então senador pelo Amazonas, Arthur Virgílio Neto, afirmou que Mário Ypiranga viveu uma vida “que realmente valeu a pena, que foi boa de ter sido vivida, com dignidade e respeito a seus semelhantes e muito amor à sua terra”. Arthur Virgílio disse ter ficado triste com a ausência de autoridades oficiais no enterro do escritor, mas parabenizou o então governador do estado, Eduardo Braga, por ter instituído um prêmio com o nome de Mário Ypiranga Monteiro, destinado a cientistas sociais.

## Obras
- 1937 - Manuel Torto, conto amazônico, revista Vitória-Régia, Manaus
- 1938 - A heráldica de Raimundo Monteiro, revista A Selva, Manaus.
- 1944 - O Aguadeiro, edição mimeografada. Editada pelo Serviço de Estatística do Estado. Manaus.
- 1945 - Introdução à História dos Carros-de-bois no Amazonas. Edição mimeografada. Manaus.
- 1946 - O Estado Social do Índio Brasileiro. Conferência realizada em Porto Velho, no dia do índio, a convite do SPI, Manaus.
- 1946 - In memoriam de Cid Lins (ensaio literário), Manaus.
- 1946 - Aspectos evolutivos da Língua Nacional (ensaio crítico), Manaus.
- 1947 - O Aguadeiro, primeira edição ilustrada, segunda edição ilustrada, Manaus, 1977.
- 1948 - História das Ruas de Manaus - Jornal do Comércio, Manaus.
- 1948 - Fundação de Manaus, 1ª edição, Manaus.
- 1948 - Elementos de Geografia Geral, 1ª série, ciclo 1º, Manaus.
- 1948 - História dos Carros-de-bois noAmazonas, Diário Oficial, edição nº 15.827, Ano LV. Manaus.
- 1948 - Crônicas da Cidade Velha, publicado na revista Amazônida, vários números. Manaus.
- 1950 - O espião do Rei (crônica histórico-novelesca), ilustrado, Manaus.
- 1950 - Elementos de Geografia Geral, 2ª série, ciclo 1º, 1ª edição, Manaus.
- 1950 - Elementos de Geografia Geral, 2ª série, ciclo 1º, 2ª edição, Manaus.
- 1950 - Elementos de Geografia Geral, 1ª série, ciclo 1º, 2ª edição, Manaus.
- 1950 - Folclore Amazônico, 1ª série, Manaus.
- 1951 - Quarta Orbis Pars (A quarta parte do mundo) – Cristóvão Colombo, Manaus.
- 1951 - A Epopeia Lusíada na Amazônia (Comunicação) in Revista da Sociedade de Geografia de Lisboa, ilustrado, Lisboa, Portugal.
- 1951 - A Capitania de São José do Rio Negro. IX Volume dos Anais do IV Congresso de História Nacional, Rio de Janeiro.
- 1952 - O complexo gravidez-parto e suas consequências (folclore amazônico), Manaus.
- 1955 - A capitania de São José do Rio Negro (tese de História Nacional), Manaus.
- 1957 - Memória sobre a cerâmica popular do Manaquiri, ilustrado, INPA, Rio de Janeiro
- 1957 - O regatão (notícia histórica, primeira parte), ilustrado, Manaus.
- 1963 - Alimentos preparados à base da mandioca. Prêmio Sílvio Romero de 1962. Rio de Janeiro, ilustrado. (Revista Brasileira de Folclore, n. 5)
- 1964 - O sacado (morfodinâmica fluvial), ilustrado, INPA, Rio de Janeiro.
- 1964 - Roteiro do Folclore Amazônico, tomo 1, ilustrado, Manaus, 1964; tomo 2, ilustrado, Manaus, 1974.
- 1965 - Antropogeografia do guaraná, ilustrado, INPA, Rio de Janeiro.
- 1965 - Ceramografia amazônica, ilustrado, Boletim, n. 5, Revista de Antropologia do Ceará, Fortaleza.
- 1965–1966 - Teatro Amazonas, 3 volumes, ilustrados, Manaus.
- 1966 - Folclore da Maconha, ilustrado, INPA, Rio de Janeiro.
- 1968 - A Catedral Metropolitana de Manaus, ilustrado, Manaus.
- 1969 - Roteiro Histórico de Manaus (história das ruas de Manaus), caderno de A Crítica, Manaus.
- 1972 - História do monumento da praça de São Sebastião, ilustrado, 1 edição.
- 1976 - Fatos da Literatura Amazonense, Universidade do Amazonas, Manaus.
- 1977 - História da Cultura Amazonense, 1 volume, ilustrado, Manaus.
- 1977 - Fases da Literatura Amazonense, ilustrado, Universidade do Amazonas, Manaus.
- 1979 - Danças folclóricas singulares do Amazonas, ilustrado, edição livrornal, Manaus.
- 1981 - Síntese histórica da Polícia Militar de Manaus, 2 edição ilustrada, Manaus.
- 1981 - Dona Ausente, poema ilustrado, Manaus.
- 1981 - História do monumento à Província do Amazonas, ilustrado, Manaus.
- 1982 - Elogio sentimental dos bichos amazônicos, Manaus.
- 1982 - Carros e carroças de bois, edição ilustrada da UBEA, Manaus
- 1983 - Cultos de santos e festas profano-religiosas, ilustrado, Manaus.
- 1986 - Gotas de sangue, poemas, edição da AAL, Manaus.
- 1986 - Notas sobre a Imprensa Oficial do Estado, ilustrado, Manaus.
- 1986 - Elogio do lixo (artesanato popular), ilustrado, Manaus.
- 1986 - A renúncia do Dr. Fileto Pires Ferreira, ilustrado, Manaus.
- 1986 - Um livro nocivo, ilustrado, manaus.
- 1988 - Cinopopéia ou a Vida airada de McGregor, ilustrado, Manaus.
- 1989 - A Ceia dos Cozinheiros, comédia em verso, Manaus.
- 1990 - Memória sobre o Aeroclube do Amazonas, ilustrado, Manaus.
- 1990 - Negritude e Modernidade (Eduardo Gonçalves Ribeiro), ilustrado, Manaus.
- 1995 - Fundação de Manaus, 4 edição, ilustrada, São Paulo.
- 1996 - A expressão da verdade – dendolatria – Manaus, Jornal do Comércio.
- 1996 - Cobra Grande, São Paulo, editora Hamburg.
- 1996 - Mocidade viril. 1930, o motim ginasiano. Edição do autor, ilustrada.
- 1997 - Dalila. Mimo, Universidade do Amazonas, Manaus.
- 1997 - O Tigreiro, Universidade do Amazonas, Manaus.
- 1997 - Teatro Amazonas (4 vol), edição SEBRAE, ilustrado, Manaus.
- 1998 - História da Cultura Amazonense, vol 2, Universidade do Amazonas, Manaus.